# El fantasma y Doña Juanita
El fantasma y Doña Juanita es una película cómica española, estrenada en 1945.

## Argumento
Doña Juanita es una mujer que vive perseguida por el espíritu de un pobre payaso, del que un día se enamoró y que falleció al salvarla a ella de una muerte segura por un incendio en el circo.

## Premios
1.ª edición de las Medallas del Círculo de Escritores Cinematográficos
| Categoría    | Nominados    | Resultado |
| ------------ | ------------ | --------- |
| Mejor actriz | Mary Delgado | Ganadora  |